# Charles Simons
Charles Simons (Antwerpen, 1906. szeptember 27. – 1979. augusztus 5.), belga válogatott labdarúgó.
A belga válogatott tagjaként részt vett az 1934-es világbajnokságon.

## Külső hivatkozások
- Charles Simons – a FIFA adatbázisában